# 白川村 (埼玉県)
白川村（しらかわむら）は埼玉県の西部、秩父郡に属していた村。

## 地理
- 河川：荒川、谷津川、双見沢

## 歴史
- 1889年（明治22年）4月1日 - 町村制施行により、白久村、贄川村が合併し白川村が成立する[1]。旧村は白川村の大字となる。村名は白久と贄川の合成地名から[1]。
- 1929年（昭和4年）11月 - 地内を流れる荒川に白川橋が架設される。
- 1930年（昭和5年）3月15日 - 秩父鉄道秩父本線影森 - 三峰口間が開業され、地内に白久駅・三峰口駅が開設される。
- 1943年（昭和18年）2月11日 - 戦時町村合併促進法により[2]、中川村と合併し荒川村となる[1][3]。白川村は地区名となり、大字は荒川村に継承された[1]。

## 関連文献
- 「白久村」『新編武蔵風土記稿』 巻ノ263秩父郡ノ18、内務省地理局、1884年6月。NDLJP:764014/88。
- 「贄川村」『新編武蔵風土記稿』 巻ノ263秩父郡ノ18、内務省地理局、1884年6月。NDLJP:764014/90。